# Берталан Фаркаш
Берталан Фаркаш (угор. Bertalan Farkas; нар. 2 серпня 1949) — перший угорський космонавт, дослідник космосу, льотчик-винищувач. Угорці були сьомою нацією, яку він представляв у космосі.  Слідом за ним угорсько-американець Каролі Симоні (Чарльз Сімоній) був другим угорським космонавтом, єдиним у світі, який двічі був у космосі космічним туристом.  Наступний угорський космонавт вирушить на Міжнародну космічну станцію до 2025 року  Фаркаш - також перший есперантистський космонавт.  В даний час він є президентом Airlines Service and Trade.

## Ранні роки життя та військова кар’єра
Народився в Гюлахаза (угор. Gyulaháza). Закінчив авіаційний коледж Джорджа Кіліан в Сольнока в 1969 році. Потім він відвідував Краснодарський військовий авіаційний інститут в Радянському Союзі, який закінчив у 1972 році.
Отримавши кваліфікацію в університеті, Фаркаш приєднався до угорських ВПС і піднявся до звання бригадного генерала.
Навчався в середній школі Бессенєя Дьордя в Кішварді.

## Програма Інтеркосмос
У 1978 році він зголосився стати космонавтом і був обраний частиною п'ятої міжнародної програми «Інтеркосмос». Його резервним космонавтом був Бела Маджарі.
Фаркаш, разом із радянським космонавтом Валерієм Кубасовим, був виведений у космос на Союзі 36 з космодрому Байконур 26 травня 1980 року о 18:20 (UTC).
Перебуваючи на орбіті, Фаркаш проводив експерименти з матеріалознавства. Через 7 днів, 20 годин 45 хвилин і, виконавши 124 орбіти, Фаркаш і Кубасов повернулися на Землю, висадившись на 140 км на південний схід від Єзказгану. Берталану Фаркашу було присвоєно звання Героя Радянського Союзу 30 червня 1980 р. 

## Особисте життя
Фаркас одружений з Аніко Фаркаш, має чотирьох дітей: Габора, Аїду, Адама та Берталана. Він любить теніс і часто в нього грає.
Він був членом Угорського демократичного форуму, угорської консервативної політичної партії, і був його кандидатом на парламентських виборах 2006 року в окрузі Бакталарантаза . Він має звання командира (CLJ) у Військовому та госпітальєрському ордені святого Лазаря Єрусалимського в Угорщині.